# Profronde van Drenthe 2005
La Profronde van Drenthe 2005, quarantatreesima edizione della corsa, valida come evento dell'UCI Europe Tour 2005 categoria 1.1, si svolse il 9 aprile 2005 su un percorso di 201,8 km. Fu vinta dal tedesco Marcel Sieberg, che terminò la gara in 5h 07' 33" alla media di 39,369 km/h.
Dei 180 ciclisti alla partenza 58 portarono a termine la competizione.

## Ordine d'arrivo (Top 10)
| Pos. | Corridore       | Squadra         | Tempo    |
| ---- | --------------- | --------------- | -------- |
| 1    | Marcel Sieberg  | Team Lamonta    | 5h07'33" |
| 2    | Kirk O'Bee      | Navigators Ins. | s.t.     |
| 3    | Tom Veelers     | Rabobank        | s.t.     |
| 4    | Cezary Zamana   | Intel-Action    | s.t.     |
| 5    | Jos Lucassen    | Axa Cycling     | s.t.     |
| 6    | Matteo Carrara  | Barloworld      | s.t.     |
| 7    | Sven Renders    | Landbouwkrediet | s.t.     |
| 8    | Christian Knees | Wiesenhof       | s.t.     |
| 9    | Marc de Maar    | Rabobank        | s.t.     |
| 10   | René Jørgensen  | Barloworld      | a 9"     |